# 丹羽隆志
丹羽 隆志（にわ たかし、1979年（昭和54年）1月25日 - ）は、日本の建築家。
プロダクトデザイン、土木デザインも手掛ける。ベトナム・ハノイと東京を拠点に活動。丹羽隆志アーキテクツ（Takashi Niwa Architects）主宰。京都芸術大学大学院教授。石川県金沢市生まれ。

## 人物
1979年、石川県金沢市生まれ。石川工業高等専門学校建築学科を卒業後、東京都立大学工学部建築学科へ編入学。2003年、東京都立大学大学院工学研究科建築学専攻修士課程修了。深尾精一研究室（建築構法学）にてガラス製ダブル・スキン・ファサードのデザインに関する調査研究にあたる。
2005年-2010年、岡部憲明アーキテクチャーネットワークにおいて日本およびマレーシアのプロジェクトを担当。
2010年、ベトナムに渡航し、ヴォ・チョン・ギア・アーキテクツにパートナーとして参加。同年、ハノイオフィスを立ち上げ、代表を務める。主に中・北部ベトナム、中国、ヨーロッパのプロジェクトを担当。
2018年、ベトナム、ハノイを拠点としてTakashi Niwa Architectsを設立。
2020年、サイゴン川歩道橋国際デザインコンペティションで最優秀賞（長大基礎地盤ベトナム、長大と）。
2022年、チャン・フン・ダオ橋（ハノイ）のデザインコンペティションで最優秀賞（長大基礎地盤ベトナム、長大、NHヴィレッジと）。
2023年、京都芸術大学大学院芸術研究科教授に就任。ベトナムの建築・土木業界の「オスカー賞」と呼ばれるアシュイ賞で外国人として初めてのアーキテクト・オブ・ザ・イヤーを受賞した。

## 略歴
1999年、石川工業高等専門学校建築学科卒業
2001年、東京都立大学 (1949-2011)工学部建築学科卒業
2003年、東京都立大学大学院工学研究科建築学専攻修士課程修了 (深尾精一研究室に在籍）
2005年 - 2010年、岡部憲明アーキテクチャーネットワーク勤務
2010年 - 2018年、ヴォ・チョン・ギア・アーキテクツ（VTNアーキテクツ） パートナー、ハノイ事務所代表
2018年、Takashi Niwa Architects 設立
2018年、日越大学客員研究員
2023年～、京都芸術大学大学院芸術研究科 教授

## 主な作品
- 2013年 ファーミング幼稚園（Farming Kindergarten） [8]
- 2016年 The Lantern – nanoco gallery
- 2018年 Pizza 4P’s Phan Ke Binh
- 2019年 IPPUDO Phu My Hung
- 2020年 Pizza 4P's Hai Phong
- 2022年 Hikari Complex
- 2022年 Pizza 4P's Binh Duong
- 2023年 矢澤ハノイ

## 主な受賞歴
- 2014年 ARCASIA award - Building of the year (Dailai Bamboo Complex)
- 2016年 Design for Asia Award (DFA award) - Grand Award
- 2018年 FuturArc Greenleadership Award - Winner
- 2018年 Ashui Award, インテリア・オブ・ザ・イヤー (Pizza 4P's Phan Ke Binh)
- 2021年 Ashui Award, フューチャー・プロジェクト・オブ・ザ・イヤー (Hikari Complex)
- 2022年 Ashui Award, フューチャー・プロジェクト・オブ・ザ・イヤー (Tran Hung Dao Bridge)
- 2023年 Ashui Award, アーキテクト・オブ・ザ・イヤーおよびビルディング・オブ・ザ・イヤー（Hikari-Pizza 4P's Edutainment Hub)

## 著書
- 『Going Green with Vertical Landscapes』ヴォ・チョン・ギア＋丹羽隆志、images publishing、2018年 ISBN 978-1864707557

## 外部サイト
- Takashi Niwa Architects